# Komitat Esztergom
Komitat Esztergom (węg. Esztergom vármegye, łac. comitatus Strigoniensis, pol. komitat Ostrzyhom) – dawny komitat w środkowej części Królestwa Węgier.
Komitat był jednym z najstarszych na Węgrzech, powstał pod koniec X w. Rozciągał się na obu brzegach Dunaju. Podczas najazdów tureckich komitat został spustoszony po klęsce pod Mohaczem 29 sierpnia 1526 r. Po upadku Budy w 1541 r. Turcy zajęli część komitatu na lewym brzegu Dunaju, a w 1543 r. także Ostrzyhom. Okupowana przez Imperium Osmańskie południowa część komitatu utworzyła sandżak Estergon w ejalecie Budin. W 1594 r. wojska cesarskie wyzwoliły Ostrzyhom, ale w 1605 r. ponownie został zajęty przez Turków. W 1663 r. Turcy zdobyli całe terytorium komitatu, a jego północna część weszła w skład ejaletu Uyvar. Komitat zostały przywrócone po wyparciu Turków w 1691 r. W wyniku reform józefińskich w latach 1786-1790 komitat był połączony z komitatem Komárom w komitat Komárom-Esztergom. Następnie znów samodzielny komitat. Siedzibą władz komitatu był zamek w Ostrzyhomiu, od którego komitat wziął swą nazwę, a następnie od 1543 r. - kiedy terytorium stało się częścią Imperium Osmańskiego - siedziba znajdowała się poza komitatem, w latach 1605–1663 w Érsekújvár w komitacie Nyitra, a ostatecznie od 1714 r. siedzibą było miasto Ostrzyhom.
W okresie przed I wojną światową komitat dzielił się na dwa powiaty i jedno miasto.
Po traktacie w Trianon komitat został podzielony pomiędzy Czechosłowację i Węgry. Pozostała przy Węgrzech część została w 1923 r. połączona z pozostałą częścią komitatu Komárom w nowy komitat Komárom és Esztergom.
W wyniku pierwszego arbitrażu wiedeńskiego w 1938 r. północna część komitatu powróciła do Węgier i komitat został odtworzony. Po drugiej wojnie światowej przywrócono granicę z 1938 r.
Obecnie teren komitatu jest podzielony pomiędzy kraj nitrzański na Słowacji, pozostała przy Węgrzech część po reformie administracyjnej z 1950 r. wchodzi w skład komitatu Komárom-Esztergom ze stolicą w Tatabánya.
| Powiaty (járás)                             | Powiaty (járás)         |
| Powiat                                      | Siedziba władz          |
| ------------------------------------------- | ----------------------- |
| Esztergom                                   | Ostrzyhom               |
| Párkány                                     | Muzsla, od 1908 Párkány |
| Miasta komitackie (rendezett tanácsú város) |                         |
| Ostrzyhom                                   |                         |